# Sarcopyramis napalensis
Sarcopyramis napalensis är en tvåhjärtbladig växtart som beskrevs av Nathaniel Wallich. Sarcopyramis napalensis ingår i släktet Sarcopyramis och familjen Melastomataceae. Inga underarter finns listade i Catalogue of Life.